# Осетки (городское поселение Себеж)
Осетки, Осётки — деревня в Себежском районе Псковской области России. Входит в состав городского поселения Себеж.

## География
Находится на юго-западе региона, в центральной части района, двумя кварталами вдоль полосы отчуждения железной дороги, в пределах Прибалтийской низменности, в зоне хвойно-широколиственных лесов, вблизи автодороги Пустошка — Себеж.
Уличная сеть не развита.

## Климат
Климат, как и во всем районе, умеренно континентальный. Характеризуется мягкой зимой, относительно прохладным летом, сравнительно высокой влажностью воздуха и значительным количеством осадков в течение всего года. Средняя температура воздуха в июле +17 °C, в январе −8 °C. Средняя продолжительность безморозного периода составляет 130—145 дней в году. Годовое количество осадков — 600—700 мм. Большая их часть выпадает в апреле — октябре. Устойчивый снежный покров держится 100—115 дней; его мощность обычно не превышает 20-30 см.

## История
Обозначена на карте Псковской губернии 1888 года.
В 1941—1944 гг. местность находилась под фашистской оккупацией войсками Гитлеровской Германии.
Деревня Осетки в советские и постсоветские годы входила в Ленинский сельсовет, который Постановлением Псковского областного Собрания депутатов от 26 января 1995 года переименован в Ленинскую волость.
Законом Псковской области от 28 февраля 2005 года Ленинская волость была упразднена, а с 1 января 2006 года её территория, в том числе деревня Осетки, вместе с городом Себеж составили новосозданное муниципальное образование Себеж со статусом городского поселения.

## Население
| 2001 | 2002 | 2010 |
| ---- | ---- | ---- |
| 7    | ↗10  | ↗15  |

### Национальный и гендерный состав
Согласно результатам переписи 2002 года, в национальной структуре населения русские составляли 100 % от общей численности в 10 чел., из них по 5 мужчин и женщин.

## Инфраструктура
Личное подсобное хозяйство.

## Транспорт
Деревня доступна автомобильным и железнодорожным транспортом. В пешей доступности остановочный пункт Щебзавод Санкт-Петербург-Витебского региона Октябрьской железной дороги.
Автомобильная дорога общего пользования местного значения «От а/д Пустошка-Себеж км.52+250 до дер. Осетки» (идентификационный номер 58-254-501 ОП МП 58Н-017), протяженностью в 1,6 км.